# Wimi
Wimi est un logiciel en ligne (SaaS) de gestion de projet et de travail collaboratif. Il permet à ses utilisateurs de gérer et centraliser les informations relatives à leurs projets : discussions, documents, tâches, calendriers, et autres activités liées au flux de travail.

## Description
Wimi est développé et commercialisé par Cloud Solutions SAS. Wimi permet aux membres d'une équipe de collaborer en ligne et de centraliser les données relatives à un projet ou une mission.
Le nom Wimi signifie la réunion de la dimension collective (We) et de la dimension personnelle (Me)[Interprétation personnelle ?].
L'application permet la synchronisation des données et fonctionne sur iPhone et Android et le Web via son interface cloud.

## Outils numériques et secteur public
Wimi est fournisseur de plusieurs organisations publiques parmi lesquelles le Service Information du Gouvernement, l’Assemblée nationale, le Ministère de la justice, le Samu Social de Paris et le Château de Versailles. En 2020, au début du 1er confinement, la DINUM (Direction Interministérielle du Numérique) lance pour les agents de l’Etat la plateforme collaborative Plano, conçue à partir de Wimi.
En 2020, le président de Wimi Antoine Duboscq a publiquement alerté les pouvoirs publics sur les risques de cybersécurité qui pèsent sur les administrations publiques et a encouragé l’État à utiliser des solutions numériques européennes,,.

## Historique de l'entreprise
Wimi a été fondé en décembre 2010 par Lionel Roux et Antoine Duboscq. Elle ouvre en 2013 un bureau à San Francisco et atteint l'équilibre économique en 2017. En 2018, après une nouvelle levée de fonds,, elle lance son produit Wimi Armoured et intègre le consortium qui développe la plateforme de données 3D de la Région Île-de-France.
En 2023, l'entreprise fait partie des lauréats de la première édition du programme French Tech 2030 et a remporté un appel à projets France 2030 sur les « Suites bureautiques collaboratives cloud » avec les sociétés Seald, Linagora, Watoo et XWiki.

## Applications similaires
- Asana
- Basecamp
- Monday
- Talkspirit
- Wrike
- Whaller
- Jamespot
- Jalios